# دوچی
جیلا جی‌مایا هیکمان (انگلیسی: Jaylah Ji'mya Hickmon؛ زادهٔ ۱۴ اوت ۱۹۹۸) که به‌طور حرفه‌ای با نام دوچی (انگلیسی: Doechii, ‎/ˈdoʊtʃi/‎) شناخته می‌شود، رپر، خواننده و ترانه‌پرداز آمریکایی است. بعد از انتشار آلبوم Oh the Places You'll Go در سال ۲۰۲۰، او با وایرال شدن ترانهٔ «یاکی بلاکی فروت‌کیک» در تیک‌تاک در سال ۲۰۲۱ به شهرت رسید. او بعد از امضای قرارداد با تاپ داگ اینترتیمنت و همکاری با کپیتال رکوردز، در سال ۲۰۲۲ آلبوم چندآهنگهٔ او/ خودش/ بلک بچ را منتشر کرد. تک‌آهنگ او در سال ۲۰۲۳ با نام «وات ایت ایز (بلاک بوی)» (همراه با کداک بلک) وارد جدول بیلبورد هات ۱۰۰ شد و گواهی‌نامه پلاتین دریافت کرد. میکس‌تیپ او در سال ۲۰۲۴ به نام Alligator Bites Never Heal نقدهای مثبتی گرفت.

## اوایل زندگی
جیلا جی‌مایا هیکمان در ۱۴ اوت ۱۹۹۸ در تمپا، فلوریدا متولد شد و در همان‌جا بزرگ شد. پدر و عموی او هر دو رپر بودند، هرچند تنها پدرش به‌طور حرفه‌ای موسیقی ضبط می‌کرد. در سال ۲۰۱۶، دوچی در دبیرستان هاوارد دبلیو. بلیک در تمپا تحصیل کرد و در زمینه‌هایی مانند باله، تپ دنس، بازیگری، هلهله‌چی و ژیمناستیک فعالیت داشت. در ابتدا قصد داشت خواننده گروه کر شود، اما یکی از دوستانش او را تشویق کرد که موسیقی خود را به‌صورت مستقل تولید و آنلاین منتشر کند.